# Кедас-ду-Игуасу
Кедас-ду-Игуасу (порт. Quedas do Iguaçu) — муниципалитет в Бразилии, входит в штат Парана. Составная часть мезорегиона Юго-центральная часть штата Парана. Входит в экономико-статистический микрорегион Гуарапуава. Население составляет 28 729 человек на 2006 год. Занимает площадь 840,40 км². Плотность населения — 35,0 чел./км².

## История
Город основан 15 декабря 1968 года.

## Статистика
- Валовой внутренний продукт на 2003 год составляет 198 798 176,00 реалов (данные: Бразильский институт географии и статистики).
- Валовой внутренний продукт на душу населения на 2003 год составляет 7073,91 реалов (данные: Бразильский институт географии и статистики).
- Индекс развития человеческого потенциала на 2000 год составляет 0,747 (данные: Программа развития ООН).

## География
Климат местности: субтропический. В соответствии с классификацией Кёппена, климат относится к категории Cfa.